# سایکرز
سایکرز (انگلیسی: Xikers; کره‌ای: 싸이커스; لاتین‌نویسی اصلاح‌شده: Ssaikeoseu) گروه پسرانه اهل کره جنوبی است. این گروه متشکل از ده عضو است: مین‌جه، جون‌مین، سومین، جین‌شیک، هیون‌وو، جونگ‌هون، سه‌اون، یوجون، هانتر و یه‌چان. این گروه در ۳۰ مارس ۲۰۲۳ با انتشار آلبوم چندآهنگه House of Tricky: Doorbell Ringing فعالیت خود را آغاز کرد.

## اعضا
برگرفته از پروفایل اعضا در ناور:
- مین‌جه (민재) – لیدر[۶]
- جون‌مین (준민)
- سومین (수민)
- جین‌شیک (진식)
- هیون‌وو (현우)
- جونگ‌هون (정훈)
- سه‌اون (세은)
- یوجون (유준)
- هانتر (헌터)
- یه‌چان (예찬)